# Симьон, Паоло
Паоло Симьон (итал. Paolo Simion, род. 10 октября 1992 в Кастельфранко-Венето, Италия) — итальянский профессиональный шоссейный велогонщик, выступающий c 2015 года за проконтинентальную команду «Bardiani-CSF».

## Достижения
2012
1-й Circuito del Porto
2013
1-й Circuito del Porto
1-й на этапе 5 Giro del Friuli-Venezia Giulia
2014
4-й Gran Premio della Liberazione
10-й Memorial Gianni Biz
10-й Alta Padovana Tour
2016
3-й Кубок Бернокки
6-й Лондон — Суррей Классик
2018
1-й на этапе 6 Тур Хорватии
3-й Кубок Бернокки

## Статистика выступлений на Гранд-турах
| Гонка           | 2016 | 2017 | 2018 | 2019 |
| --------------- | ---- | ---- | ---- | ---- |
| Джиро д’Италия  | 131  | —    | 145  | ???  |
| Тур де Франс    | —    | —    | —    |      |
| Вуэльта Испании | —    | —    | —    |      |

| — | Не участвовал |